# Косторнов, Анатолий Григорьевич
Анатолий Григорьевич Косторнов — советский и украинский учёный-материаловед, доктор технических наук (1982), профессор (1989), заслуженный деятель науки и техники (1995), академик НАНУ (2003).
Родился 20.11.1937 в г. Ветка Гомельской области Белорусской ССР.
Окончил Сталинский (Донецкий) политехнический институт (1960). Работал сначала в Запорожском филиале Института автоматики, затем (1961—1963) на киевском Заводе спецтехоборудования.
С 1963 г. младший, старший научный сотрудник Института проблем материаловедения АН Украинской ССР. В 1980 г. основал отдел проникающих материалов и руководил им до 2001 г., одновременно с 1993 г. — заместитель директора института.  С 2001 г. — заведующий отделением триботехники и проникающих материалов. В настоящее время - главный научный сотрудник отдела материалов аэрокосмической техники.
Одновременно в 1993—2008 гг. — заместитель академика-секретаря Отдела физико-технических проблем материаловедения НАН Украины.
Одним из первых в Советском Союзе начал исследования в области волоконной металлургии.
Автор более 300 научных работ, в том числе 10 монографий, а также 70 авторских свидетельств и патентов, среди которых два международных.
Кандидат технических наук (1967), старший научный сотрудник (1971), доктор технических наук (1983), профессор (1989), академик НАНУ (16.05.2003, член-корреспондент с 25.11.1992).
Заслуженный деятель науки и техники (1995). Премия Совета Министров СССР (1987), государственная премия Украины в области науки и техники (1995), премия им. И. Н. Францевича НАН Украины (2005) - за двухтомную монографию «Матеріалознавство дисперсних і пористих металів і сплавів».
Сочинения:
- Проницаемые металлические волокновые материалы / А. Г. Косторнов. - Киев : Технiка, 1983. - 128 с. : ил.; 20 см.
- Формирование структуры и свойств пористых порошковых материалов / [П. А. Витязь, В. М. Капцевич, А. Г. Косторнов и др.]. - М. : Металлургия, 1993. - 239 с. : ил.; 21 см.; ISBN 5-229-00905-5 :